# Висунь (посёлок)
Висунь (укр. Висунь) — посёлок в Казанковском районе Николаевской области Украины.
Основано в 1840 году. Население по переписи 2001 года составляло 116 человек. Почтовый индекс — 56010. Телефонный код — 5164. Занимает площадь 0,104 км².

## Местный совет
56010, Николаевская обл., Казанковский р-н, с. Кашировка, ул. Алхимова, 2